# Katarzyna Skrzynecka
Katarzyna Barbara Skrzynecka (n. 3 decembrie 1970, Varșovia, Polonia) este o cântăreață, actriță și prezentatoare de televiziune poloneză.

## Biografie
Este singurul copil al Magdalenei (1943-2008, nepoata producătorului lui Gene Gutowski) și al lui Vladimir Skrzynecki. Tatăl ei este inginer, iar mama ei a fost tehnician dentar. După ce a promovat examenele de maturitate la liceul din Varșovia, a plecat la Paris cu o bursă. Și-a completat studiile la secția de pian și canto a școlii secundare de muzică din Varșovia.

## Carieră
A debutat ca actriță în 1985, cu un rol în filmul O zi de vară al lui Jakub Ruciński. În 1988 a câștigat marele premiu la Festivalul cântecului francez de la Lubin.
În 2003, sintagma Katarzyna Skrzynecka a fost al șaselea cel mai căutat cuvânt cheie în categoria „cele mai populare actrițe poloneze” de pe Google și în 2005 este de-al șaptelea cuvânt cheie.
În 2009, cu piesa Amazing, s-a calificat pentru miza finală a programului Eurovision 2009, care urma să selecteze reprezentantul Poloniei la cea de-a 54-a ediție a concursului Eurovision..
În primăvara anului 2024, ea participă la emisiunea de divertisment Your Face Sounds Familiar la Polsat..

## Viață personală
A fost logodită cu cântărețul Ferid Lakhdar, dar în februarie 2002 s-au despărțit după doi ani de relație. La 26 aprilie 2003, la biserica Sfânta Ana din Wilanów, s-a căsătorit cu Zbigniew Urbański, pe atunci era comisar al Direcției Generale de Poliție. La sfârșitul lunii octombrie 2006, presa a relatat că mariajul ei s-a destrămat, la 15 martie 2007, Tribunalul Regional din Varșovia a decis divorțul.
La 19 iunie 2009 s-a căsătorit cu Marcin Łopucki, antrenor de fitness, cu care are o relație din 2007. Are o fiică cu acesta, Alikia Ilia (născută la 23 noiembrie 2011), și este mama vitregă a Paulei Łopucka, fiica acestuia dintr-o relație anterioară.

## Discografie
| An   | Titlu           |
| ---- | --------------- |
| 1998 | Pół księżyca    |
| 1999 | Oszaleli Anieli |
| 2001 | Kameleo         |
| 2005 | Koa             |
| 2007 | Moja kolekcja   |
| 2011 | For Tea         |

## Filmografie
- 1985: O zi de vară.... - Julcia
- 1991: Cynga - fata întâlnită de Andrzej
- 1992: Jurnal găsit într-o cocoașă - tânăra Maria, soția lui Ewald
- 1993: Noile aventuri ale lui Arsen Lupin (episodul 1)
- 1993: Visul teribil al lui Górkiewicz - Ewa Górkiewicz
- 1993: Wow - Kate Bates
- 1994: Călătorie spre est - Ewa
- 1997: Graffiti de noapte - jurnalista Agnieszka Walewska
- 1997: Cartea marilor dorințe - sora Milena
- 1997: Regina hoților - Guillemette
- 1999-2000: Tandrețe și minciuni - Magdalena Domagała, instructor de club de fitness
- 1999: Zborul 001 (episodul 13)
- 1999: Trei zerouri nebunești - mama lui Ola
- 2000: Marea lovitură - Julia Rubin
- 2000: The Graczyks - profesoara lui Malinka (episoadele 25, 36)
- 2000: Sukces - jurnalista Monika Grzebień
- 2001: Scrisori de dragoste - Celina, sora Terezei
- 2001: '"Na dobre i na złe - Iza, fosta soție a lui Kryński (episodul 85)
- 2002: Locatarii - Simona (Episodul 82)
- 2003: Bao-Bab, czyli zielono mi - Colonel Carol Kowalsky (episoadele 5-11)
- 2003: Na Wspólnej - Patrycja, logodnica lui Krzysztof Burza (episoadele 135, 147)
- 2004-2006: Bulionerzy - Irena Murawska
- 2004: Pensiune sub trandafir - cântăreața Karina Bartoś (episodul 6)
- 2006-2007: Cenușăreasa - Anna
- 2007: Față în față - diva (episodul 7)
- 2008: Daleko od noszy - profesoara Ewa Wilczur (episodul 155)
- 2008: Cine e la conducere? - Genevieve Dupont (episodul 43)
- 2008: Bona - Zdenka, sora vitregă a lui Skalski (Episodul 110)
- 2012-2013: Pe muchie de cuțit - Beata, prima soție a lui Zawada (episoadele 8, 12)
- 2014: Comisarul Alex - Rebecca Stein (episodul 66)
- 2018: Ochi pentru ochi - Grazyna, mama lui Roman, fosta colegă de facultate al lui Konstanty Litwicki (episoadele 16, 17, 18)
- 2019: Dragoste la un moment dat - Helena (episoadele 53, 54, 55, 57)
- 2019: Sfârșitul lumii sau bilă-glonț 3 - Marlena Wolańska
- 2019: În ritmul inimii - Marianna, o bloggeriță culinară care vizitează Kazimierz Dolny la invitația lui Antoni Baranski (din episodul 54)
- 2020: La bine și la rău - Dr. Alina Fisher, sora vitregă a lui Kasia Smuda
- 2021: Sfârșitul lumii sau bilă-glonț 4 - Marlena Wolańska